# Erich Weiland
Erich Weiland (* 18. Juli 1916 in Berlin; † 8. Dezember 1992 in Düsseldorf) war ein deutscher Ingenieur und Politiker (CDU).

## Leben und Beruf
Nach dem Schulbesuch absolvierte Weiland ein Hochschulstudium, das er mit der Prüfung zum Diplom-Ingenieur abschloss. Zum 1. Mai 1937 trat er der NSDAP bei (Mitgliedsnummer 5.846.803). Anschließend wurde er zur Wehrmacht eingezogen. Von 1940 bis 1945 nahm er als Soldat am Zweiten Weltkrieg teil. Nach dem Kriegsende arbeitete er bis 1951 in der freien Wirtschaft und nahm im Anschluss eine selbständige Tätigkeit als beratender Ingenieur in Düsseldorf-Oberkassel auf.

## Abgeordneter
Weiland gehörte dem Deutschen Bundestag vom 14. Dezember 1966, als er für den verstorbenen Abgeordneten Hans Verbeek nachrückte, bis zum Ende der Wahlperiode 1969 an. Er war über die Landesliste Nordrhein-Westfalen ins Parlament eingezogen.